# Чехотина
Чехотина (также: Чеотина; черног. Ћехотина, босн. Ćehotina) — река в Черногории и Боснии и Герцеговине, правый приток реки Дрина. Длина составляет 125 км.

## Течение
В верхнем течении проходит через узкое, до 300 м в глубину, ущелье. Выходит из ущелья вблизи Плевли, но пройдя через долину Плевли, вновь принимает горный характер. В нижнем течении, ниже притока Каменица, вновь протекает через узкую долину. Впадает в Дрину в городе Фоча, на востоке Боснии и Герцеговины. Не судоходна.
Площадь бассейна — 1237 км²  или, по другим данным, 1501 км². Река течёт около 100 километров по землям Черногории, затем по территории Боснии и Герцеговины; на протяжении нескольких километров по реке проходит боснийско-черногорская граница. Крупных притоков не имеет, важнейшим малым притоком является Володер. На Чехотине расположено несколько малых гидроэлектростанций.

## Пещеры
Северо-восточнее устья каньона реки Чехотина на севере Черногории у границы с Сербией на склоне межгорной депрессии на высоте 925 м над уровнем моря находится пещера Трлица, в которой выделено 12 литологических слоёв плейстоценовых отложений мощностью 3 м. Фауна слоя 10, в которой обнаружены полёвки Mimomys pliocaenicus, заяц рода Pliolagus, дикобраз рода Hystrix и др, характерна для стратиграфической зоны 18 первой половины раннего плейстоцена и датируется возрастом 1,8—0,8 млн лет назад. Время существования фауны млекопитающих из отложений слоёв 10 и 11 соответствует палеомагнитной эпохе Матуяма в хронологическом интервале от палеомагнитного эпизода Олдувей (1,9—1,7 млн лет) до середины позднего виллафранка (1,5—1,4 млн лет). Наиболее близки к фауне этих слоёв из Трлицы фауны Дманиси в Грузии (1,7 млн лет), Верхнее Вальдарно (уровни Оливола и Тассо) в Италии и Вента Мицена в Испании (1,5 млн лет). Верхние слои в пещере Трлица относятся к среднему плейстоцену.
Орудийный набор из слоёв С1, В2 и В1 скального навеса Малишина Стена в контексте финала среднего палеолита ближе всего к каменным индустриям из скальных навесов Биоче (слои 2 и 1) и Црвена Стена (слои XVI—XII) в центральной части Черногории, в нём отсутствуют признаки ориньякской морфологии. В орудийном наборе представлены граветтоидные острия, микропластины с притуплённым краем и мелкие скребки, характерные для заключительного этапа верхнего палеолита. Древнейшие позднепалеолитические слои пещеры Малишина Стена в ущелье реки Чехотина датируются возрастом около 50 тысяч лет.

## См.также
- Водные ресурсы Черногории